# Le Message (Asimov)
Pour les articles homonymes, voir Le Message.
Le Message (titre original : The Message) est une micronouvelle d'Isaac Asimov publiée pour la première fois en février 1956. Elle est disponible en France dans le recueil de nouvelles Espace vital.

## Publications
La nouvelle est parue aux États-Unis en février 1956 dans The Magazine of Fantasy & Science Fiction puis en décembre 1956 dans le magazine New Worlds no 54 .
Elle parait en France dans le recueil Espace vital en 1972.

## Résumé
Deux anciens combattants évoquent un phénomène non précisé mais auquel « tout le monde s'(y) est mis ». L'un d'eux affirme avoir connu la chose dès les premières heures de l'opération Torch, dans une maison vide sur une plage d'Oran.
La narration fait un bond jusqu'à Oran, en 1942, à l'endroit indiqué. George, un voyageur temporel, y exulte de pouvoir enfin observer l'Histoire après ses longues études au trentième siècle. Dans son excitation, il imagine de signer son bref passage sous la forme d'un graffiti : Kilroy was here.
Ainsi s'explique-t-il que personne n'ait jamais vu Kilroy, et qu'il ait toujours été là avant tout le monde.